# Quartet de corda núm. 7 (Beethoven)

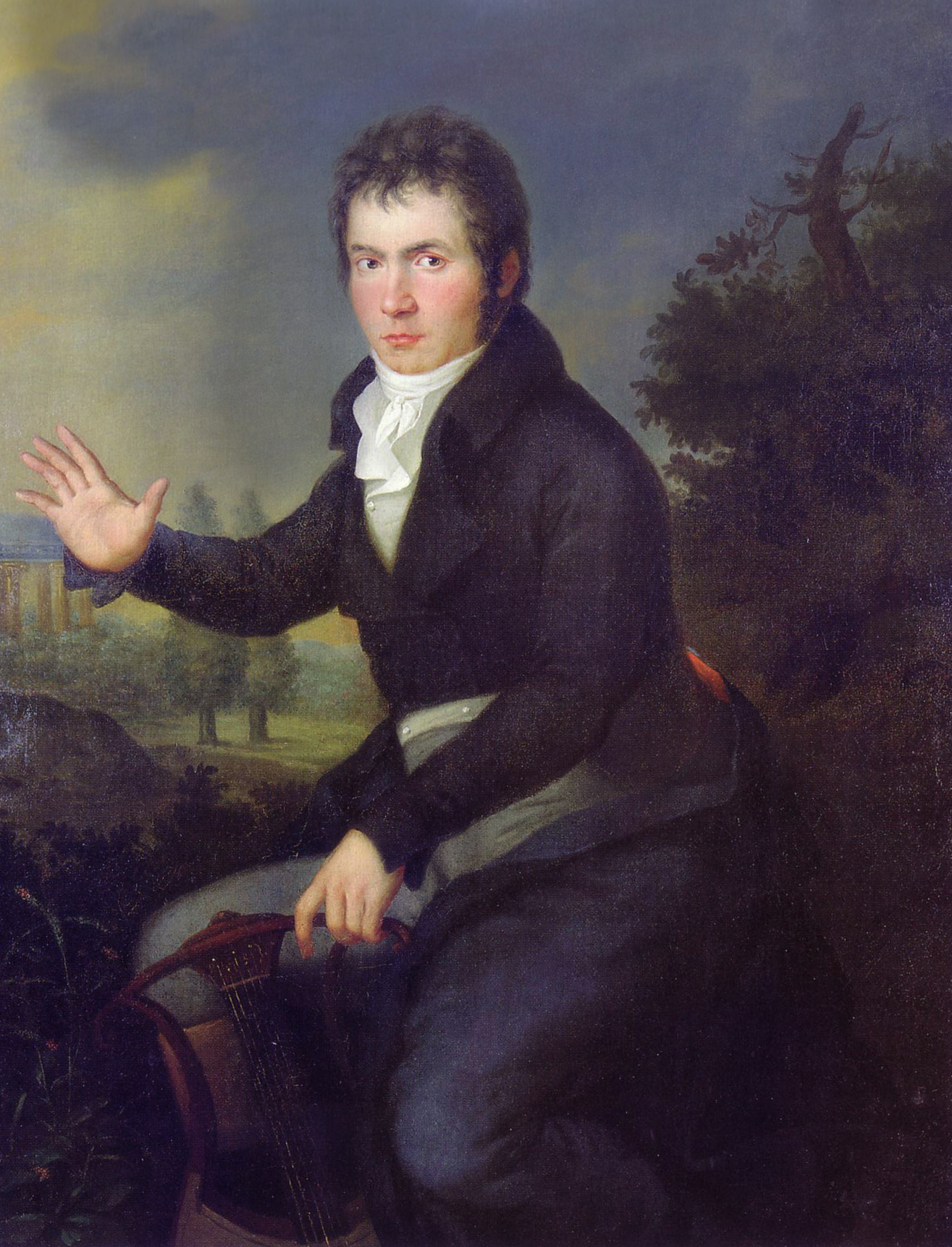
Retrat de Ludwig van Beethoven.

El Quartet de corda núm. 7, en fa major va ser publicat el 1808 com a opus 59, núm. 1.

## Els quartets Razumovski
Aquesta obra és la primera de tres quartets que va encarregar el príncep Andrei Razumovski, l'ambaixador rus a Viena. També aquest quartet és el primer dels quartets del període de composició mitjà de Beethoven i està encara dins l'estil del primers quartets op. 18. La diferència més aparent és que aquest quartet dura més de quaranta minuts mentre que la majoria de els quartets més primerencs de Beethoven durant entre vint-i-cinc i trenta minuts. A més, aquest quartet requereix un nivell tècnic molt més alt.

## Forma
Consta de quatre moviments:
I. Allegro (fa major)
II. Allegretto vivace e sempre scherzando (si♭ major)
III. Adagio molto e mesto – attacca (fa menor)
IV. Thème Russe: Allegro (fa major)
El primer moviment és en la forma sonata i, en el desenvolupament, inclou una fuga que dura gairebé dotze minuts; d'altra banda, omet la repetició habitual de l'exposició. La melodia inicial del cel·lo tonalment és ambigua, i la primera cadència que estableix la tonalitat de fa major només representa uns pocs compassos dins del moviment.
Una altra característica del primer moviment és la recapitulació que tarda a aparèixer. Beethoven té diversos recursos compositius per provocar una resposta emocional i, en aquest cas, retarda la grandiositat de la recapitulació en diversos compassos després de l'establiment de la tonalitat de la tònica generant una expectativa a l'oient.
El majestuós i lent tercer moviment i el quart estan dins la forma sonata. Però sorprèn que el segon moviment, scherzo, també és classificable dins la forma sonata; formalment, es pot considerar com un dels moviments més atípics del període mitjà de Beethoven.
El moviment final està construït al voltant d'una melodia popular russa, probablement pensant que seria un detall ben rebut pel príncep Razumovski.

## Masonic Símbol
En l'última pàgina de l'esbós de l'Adagio, Beethoven va escriure: "Un salze ploraner o una acàcia en la tomba del meu germà" (Einen Trauerwiden oder Akazien-Baum aufs Grab meines Bruders). Els seus dos germans eren vius quan va compondre aquesta obra i, per tant, es creu que aquestes paraules tenen una interpretació de germans de la maçoneria, ja que l'acàcia és considerada un arbre simbòlic dins la francmaçoneria.